# Новониколаевское сельское поселение (Краснодарский край)
Новониколаевское се́льское поселе́ние — муниципальное образование в Калининском районе Краснодарского края России. 
В рамках административно-территориального устройства Краснодарского края ему соответствует Новониколаевский сельский округ.
Административный центр — станица Новониколаевская.

## История
Образовано 1 января 2006 года.

## Население
| 2010  | 2012  | 2013  | 2014  | 2015  | 2016  | 2017  |
| ----- | ----- | ----- | ----- | ----- | ----- | ----- |
| 3938  | ↘3922 | ↘3918 | ↘3865 | ↘3823 | ↘3818 | ↗3822 |
| 2018  | 2019  | 2020  | 2021  | 2023  |       |       |
| ↘3803 | ↘3788 | ↘3774 | ↘3728 | ↘3681 |       |       |

## Населённые пункты
В состав сельского поселения (сельского округа) входят 2 населённых пункта:
| № | Населённый пункт | Тип населённого пункта | Население (чел.) |
| - | ---------------- | ---------------------- | ---------------- |
| 1 | Ангелинский      | хутор                  | ↘312             |
| 2 | Новониколаевская | станица                | ↘3416            |

## Экономика
Крупнейшие предприятия «Ювикс-Кубань» и «Кубаньагро-Приазовье».